# James Graham (1er marquis de Montrose)
Pour les articles homonymes, voir James Graham.
James Graham (1612 – 21 mai 1650), 5e comte puis 1er marquis de Montrose, est un noble et un militaire écossais, qui a d'abord rejoint les covenantaires écossais pendant les Guerres des évêques (premières des guerres des Trois Royaumes), puis soutient le roi Charles Ier lors de la guerre civile anglaise. De 1644 à 1646, puis de nouveau en 1650, il combat au nom du roi pendant la guerre civile en Écosse.

## Sa famille
James Graham était le chef du clan Graham (en). Il était le fils de John Graham, 4e comte de Montrose (en) et de Mary Ruthven. Ses grands-parents maternels étaient William Ruthven, 1er comte de Gowrie et Dorothea, fille de Henry Stewart, 1er Lord Methven. James Graham devint 5e comte de Montrose à la mort de son père en 1626. Il fut éduqué à l'université de St Andrews en Écosse, et à l'âge de dix-sept ans, il se maria à Magdalene Carnegie, fille de David Carnegie, 1er comte du Southesk (en). Ils donnèrent naissance à James Graham, 2e marquis de Montrose.

## Des covenantaires aux royalistes
En 1638, après que Charles Ier eut tenté d'imposer aux Écossais réticents le livre de prières de tendance anglicane de l'archevêque Laud, l'opposition s'étendit à tout le pays, conduisant finalement à la première guerre des évêques. Montrose rejoignit le parti de la résistance, et il en fut pendant quelque temps le plus énergique champion. Il n'avait pourtant rien d'un puritain, mais il partageait avec le reste de la noblesse écossaise l'animosité provoquée par l'autorité politique que Charles Ier avait donnée aux évêques. Il signa le National Covenant (en), et il fut désigné pour mettre fin à l'opposition qui montait autour d'Aberdeen et sur le territoire des Gordons. Il mena à bien sa mission, entrant par trois fois en juillet 1638 dans Aberdeen, la seconde fois amenant avec lui le chef des Gordons, George Gordon, 2e marquis de Huntly (en), comme prisonnier à Édimbourg, violant pour la première et dernière fois de sa vie un sauf-conduit. Il fut le chef de la délégation qui se réunit ensuite à Muchalls Castle (en) pour discuter de la confrontation de 1638 avec l'archevêque d'Aberdeen. Avec William Keith, 7e comte de Marischal, il mena une force de 9 000 hommes le long de Causey Mounth à travers Portlethen Moss (en) pour attaquer et défaire les royalistes sur le pont de la rivière Dee, le 19 juin 1639. Cette série d'événements fut un des éléments qui décida Charles Ier à accorder aux covenantaires de larges réformes.
En juillet 1639, après la signature du traité de Berwick (en), Montrose fut un des chefs des Covenanters à rendre visite au roi. Son désir de se débarrasser des évêques sans que les presbytériens ne devinssent les maîtres du pays modifia sa vision politique, le faisant finalement devenir un soutien du roi. Cette appréciation de la situation était essentiellement celle d'un profane. Ne tenant aucun compte des forces alors en présence, il aspirait à une forme idéale de la société, où le clergé se limiterait à ses tâches religieuses, et où le roi maintiendrait l'ordre public en respectant les individus. Lors de la réunion en septembre du Parlement écossais, Montrose se trouva en opposition avec Archibald Campbell, 1er marquis d'Argyll, qui s'était désigné comme le représentant des presbytériens, du parti national et des classes moyennes. Montrose, de son côté, souhaitait que le roi usât de son autorité pour faire pression sur le Parlement afin de battre d'Argyll, et il offrit au roi l'appui d'un grand nombre de nobles. Il échoua, car Charles ne pouvait, même alors, consentir à abandonner les évêques, et parce qu'aucun parti écossais de quelque importance ne pouvait être formé si le Presbytérianisme n'était pas établi en tant qu'Église.
Plutôt que de céder, Charles se prépara en 1640 à envahir l'Écosse. Montrose était conduit nécessairement à jouer un double rôle. En août 1640, il signa l'Engagement de Cumbernauld, qui était une protestation contre la pratique directe et particulière de quelques-uns, en clair, contre les ambitions de d'Argyll. Mais il comptait aussi parmi les défenseurs du pays, et le même mois, il montra sa bravoure lors du passage de la Tyne à la bataille de Newburn (en). Après que l'invasion eut été couronnée de succès, Montrose continua à conforter sa vision politique pourtant désormais inutile. Le 27 mai 1641, il fut convoqué devant le Comité des États, et accusé de complot contre d'Argyll. Le 11 juin, il fut emprisonné au Château d'Édimbourg. Charles Ier se rendit en Écosse pour donner son consentement officiel à l'Épiscopacie, et à son retour en Angleterre, Montrose fut libéré, bénéficiant de l'amnistie accordée tacitement à tous les partisans de Charles.

## Guerre civile anglaise, et guerres des Trois Royaumes en Écosse
Montrose se retira pendant un moment de la vie publique. Après le déclenchement de la guerre civile anglaise, il pressa constamment Charles Ier de l'autoriser à créer une diversion en Écosse. La neutralité de l'Écosse empêcha Charles de donner son accord, jusqu'en 1644, lorsqu'une armée écossaise entra en Angleterre pour se battre contre le roi. Montrose, créé alors marquis, fut finalement autorisé à faire ce qu'il pouvait. Il entreprit d'envahir son propre pays avec environ 1 000 hommes. Mais ses partisans désertèrent, et sa situation devint désespérée. Le 18 août, déguisé en valet et avec seulement deux amis, il prit le chemin des Highlands.
Les Highlanders n'avaient jamais été connus jusque-là pour s'unir entre eux, mais Montrose savait que beaucoup de clans de l'Ouest, qui étaient catholiques pour la plupart, détestaient d'Argyll et ses hommes du clan Campbell, et aucun davantage que les MacDonald, qui, avec beaucoup d'autres clans, se rallièrent à lui. Les royalistes, alliés avec les confédérés, envoyèrent d'Irlande 2 000 soldats irlandais disciplinés, conduits par Alasdair MacColla pour l'assister. En deux campagnes, caractérisées par la rapidité de mouvement, il rencontra et battit ses opposants en six batailles. Aux batailles de bataille de Tippermuir (en) et d'Aberdeen, il mit en déroute les troupes des covenanters. À la bataille d'Inverlochy, il écrasa les Campbell. Enfin aux batailles d'Auldearn, d'Alford et de Kilsyth, il fut victorieux d'armées bien commandées et disciplinées.
Le fougueux enthousiasme des Gordons et des autres clans faisait souvent la différence, mais Montrose comptait davantage sur l'infanterie irlandaise disciplinée. Sa stratégie à Inverlochy, sa tactique à Aberdeen, Auldearn et Kilsyth restent des modèles d'habileté militaire, mais par-dessus tout sa hardiesse et sa constance le désignent comme l'un des plus grands généraux de cette guerre, Cromwell mis à part. Sa série de victoires reçut sa consécration à la grande bataille de Kilsyth le 15 août 1645.
Montrose se trouva alors en apparence maître de l'Écosse. Au nom du roi, qui le nomma Lord Lieutenant et capitaine général de l'Écosse, il demanda la réunion d'un Parlement à Glasgow pour le 10 octobre, espérant sans aucun doute y concilier l'obéissance loyale au roi et l'établissement d'un clergé presbytérien non politisé. Ce Parlement ne se réunit jamais. Charles Ier avait été vaincu à la bataille de Naseby le 14 juin, et Montrose devait venir à son aide, s'il voulait qu'il existât encore un roi. David Leslie, le meilleur des généraux écossais, fut rapidement dépêché contre Montrose pour anticiper l'invasion. Le 12 septembre, il tomba sur Montrose, abandonné par ses Highlanders et entouré seulement par une petite troupe de partisans, à la bataille de Philiphaugh (en). Leslie en sortit facilement vainqueur. Montrose parvint à rejoindre les Highlands, mais il ne put y former une armée. En septembre 1646, il s'embarqua pour la Norvège.
Montrose allait de nouveau apparaître sur la scène de l'histoire écossaise. En juin 1649, brûlant de venger la mort du roi Charles Ier, il fut rétabli au titre alors symbolique de Lieutenant d'Écosse par Charles II en exil. Pourtant peu de temps après, ce dernier n'eut aucun scrupule à désavouer son plus noble supporter afin de devenir roi selon les termes dictés par d'Argyll et ses partisans. En mars 1650, Montrose débarqua aux Orcades pour prendre le commandement d'une petite armée qui l'avait précédé. Traversant le pays, il essaya en vain de soulever les clans, et le 27 avril, il fut surpris et mis en déroute à la bataille de Carbisdale (en) dans le Ross-shire. Ses troupes furent défaites, mais il put s'échapper. Après avoir erré quelque temps, il fut livré par Neil Macleod d'Assynt, à qui il avait demandé refuge au château d'Ardvreck, ignorant l'hostilité politique des MacLeod à son égard. Il fut emmené prisonnier à Édimbourg, et le 20 mai, il fut condamné à mort par le Parlement. Le lendemain, il fut pendu, sa biographie élogieuse écrite par l’évêque d’Édimbourg George Wishart (en) accrochée au cou. Jusqu'à la fin, il affirma être un véritable Covenanter et un loyal sujet.
Peu de temps après sa mort, le gouvernement écossais de d'Argyll changea de camp et devint royaliste.

## En littérature
Dans son roman historique L'Officier de fortune : épisode des guerres de Montrose (A Legend of Montrose), Walter Scott évoque l'arrivée de Montrose dans les Highlands en août 1644, les campagnes victorieuses qui suivent, et sa défaite à Philiphaugh le 13 septembre 1645. Montrose est également mentionné dans la suite des Trois Mousquetaires, Vingt ans après.